# 日本の企業一覧 (証券・商品先物取引)
日本の企業一覧(証券・先物取引) （にほんのきぎょういちらん しょうけん・さきものとりひき）は、証券と先物取引を扱う日本の企業の一覧である。
なお、主な証券会社についての系譜・系列や、過去に存在した証券会社・外国証券会社の一覧については、「証券会社#日本の証券会社」以降を参照されたい。

## ア行
- アーク証券
- あい証券
- IS証券
- 相生証券
- アイザワ証券グループ（東証プライム・8708）（旧：藍澤證券）
  - アイザワ証券
  - 日本アジア証券
- IGマーケッツ証券
- ICAP東短証券
- ITCインベストメント・パートナーズ
- アイネット証券
- あおぞら証券
- 赤木屋ホールディングス
- あかつき本社（東証スタンダード・8737）
  - あかつき証券
- アジア開発キャピタル（東証スタンダード・9318）
- アストマックス（投資顧問）（東証スタンダード・7162）
- 阿波證券
- 安藤証券
- 飯塚中川証券
- 石動証券
- いちよし証券（東証プライム・8624）
- 今村証券（東証スタンダード・7175)
- 岩井コスモホールディングス（東証プライム・8707）
- eワラント証券
- インテグラル（東証グロース・5842）
- インヴァスト（東証スタンダード・7338）
  - インヴァスト証券（JASDAQ・8709）
- 上田八木証券
- ウェルスナビ（東証グロース・7342）
- 臼木証券
- ウツミ屋証券
- エアーズシー証券
- AIフュージョンキャピタルグループ（東証スタンダード・254A）
  - フューチャーベンチャーキャピタル（東証スタンダード・8462）
- 永和証券
- エイチ・エス・フューチャーズ
- エイト証券
- auカブコム証券（東証1・8703） →三菱UFJ eスマート証券
- エース交易（JASDAQ・8749）
- エース証券
- SMBC日興証券
- SBIホールディングス（東証プライム・8473）
  - SBI証券（旧SBIイー・トレード証券）（JASDAQ・8701）
  - SBIネオトレード証券
  - ジャパンネクスト証券
- SBIリーシングサービス（東証グロース・5834）
- SBIレオスひふみ（東証グロース・165A）
  - レオス・キャピタルワークス（東証グロース・7330）
- NVF証券
- 愛媛証券
- FFG証券
- FPG（東証プライム・7148）
- EVOLUTION JAPAN証券
- エンサイドットコム証券
- エンゼル証券
- Oak キャピタル（東証スタンダード・3113）
- 岡三証券グループ（旧岡三ホールディングス）（東証プライム・8609）
  - 岡三証券
  - 岡三オンライン証券
  - 三縁証券
  - 三京証券
  - 三晃証券
  - 岡三にいがた証券
- 岡地
- 岡地証券
- 岡藤日産証券ホールディングス→日産証券グループ
- 岡安証券
- おきぎん証券

## カ行
- 香川証券
- かざかフィナンシャルグループ（旧・ライブドアフィナンシャルホールディングス）
- カブドットコム証券→auカブコム証券
- 木村証券
- キャピタル・パートナーズ・ホールディングス
  - キャピタル・パートナーズ証券
- 共和証券
- 極東証券（東証プライム・8706）
- ケンゾー・インベストメント
  - プリヴェチューリッヒ証券
- 光世証券（東証スタンダード・8617）
- 国府証券
- 寿証券
- KOYO証券
- 小林洋行（東証スタンダード・8742）

## サ行
- 篠山証券
- 澤田ホールディングス→HSホールディングス
- GMOフィナンシャルホールディングス（東証スタンダード・7177）（旧・GMOクリックホールディングス）
  - FXプライムbyGMO（JASDAQ・8711）
  - GMOクリック証券
- Jトラストグローバル証券
- JPアセット証券
- JPモルガン証券
- ジャパンインベストメントアドバイザー（東証プライム・7172）
- ジャフコ グループ（東証プライム・8595）（旧・ジャフコ）
- 島大証券
- 四国アライアンス証券
- 静岡東海証券
- 静銀ティーエム証券
- 証券ジャパン
- 荘内証券
- 新大垣証券
- しんきん証券
- しん証券さかもと
- 新生証券
- 新林証券
- スターツ証券
- スターホールディングス（JASDAQ・8702）
- スパークス・グループ（東証プライム・8739）
- セントラル東短証券
- セントレード証券
- 損保ジャパンDC証券（旧・損保ジャパン日本興亜DC証券）

## タ行
- 第一商品（東証スタンダード・8746）
- 大熊本証券
- だいこう証券ビジネス（東証1・8692）
- 大山日ノ丸証券
- 大万証券
- 大和証券グループ本社（東証プライム・8601）
  - 大和証券
- 竹松証券
- 立花証券
- 田原証券
- タワー証券
- DBJ証券
- ちばぎん証券
- 中銀証券
- 頭川証券
- 東海東京フィナンシャル・ホールディングス（東証プライム・8616）
  - 東海東京証券
  - 高木証券（注:正式名称は、ハシゴ高の「髙木証券」）（東証2・8625）→東海東京証券
- 東岳証券
- 東武証券
- 東洋証券（東証プライム・8614）
- 徳島合同証券
- とちぎんTT証券（旧・宇都宮証券）
- 富岡証券
- トヨタファイナンシャルサービス
- トレイダーズホールディングス（東証スタンダード・8704）
  - トレイダーズ証券

## ナ行
- 内藤証券
- 長野証券
- 中原証券
- 奈良証券
- 新潟証券
- 西日本シティTT証券
- 西村証券
  - シティグループ証券
- 日産証券グループ（東証スタンダード・8705）
- 日本アジア投資（東証スタンダード・8518）
- 日本キャピタル証券
- 日本クラウド証券
- 日本相互証券
- 日本証券代行
- ニュース証券
- 野畑証券
- 野村ホールディングス（東証プライム・8604）
  - 野村證券

## ハ行
- バークレイズ証券
- 八十二証券
- 浜銀TT証券
- ばんせい証券
- 播陽証券
- PWM日本証券
- BNPパリバ証券
- BofA証券
- 光証券
- 日の出証券→内藤証券
- ひびき証券
- ひまわりホールディングス
  - ひまわり証券
  - ひまわりシーエックス
- 百五証券
- ひろぎん証券
- ヒロセ通商（東証スタンダード・7185）
- 廣田証券
- フィデリティ証券
- フィリップ証券
- 武甲証券
- フジトミ証券（JASDAQ・8740）
- 二浪証券
- プレミア証券
- プロフィット証券
- 北洋証券

## マ行
- 前田証券 → FFG証券
- マーキュリアホールディングス（東証プライム・7347）
- 益茂証券
- 松井証券（東証プライム・8628）
- 松阪証券
- マネースクエアHD（旧・マネースクウェアHD）（東証1・8728）
- マネーパートナーズグループ（東証スタンダード・8732）
  - マネーパートナーズ
- マネックスグループ（東証プライム・8698）
  - マネックス証券
- 丸国証券
- 丸三証券（東証プライム・8613）
- 丸近証券
- 丸八証券（東証スタンダード・8700）
- 丸福証券 → 岡三にいがた証券（#ア行）
- 丸和証券 → 証券ジャパン
- マン・インベストメンツ証券（事業廃止）
- 三木証券
- ミスター証券 → 121証券 → レクセム証券
- みずほ証券（東証1・8606）
- みずほインベスターズ証券（東証1・8607） →みずほ証券
- 三田証券
- 三津井証券
- 三菱商事証券 → 三菱商事アセットマネジメント
- 三菱UFJ eスマート証券
- 三菱UFJウェルスマネジメント証券 → 三菱UFJ証券 → 三菱UFJモルガン・スタンレー証券
- 三菱UFJ証券（東証1・8615） → 三菱UFJモルガン・スタンレー証券
- 三菱UFJモルガン・スタンレー証券
- 水戸証券（東証プライム・8622）
- 三豊証券
- みどり証券 → 日本クラウド証券
- 都証券
- みらい證券
- 武蔵証券 → むさし証券
- 室清証券 → 証券ジャパンに吸収分割
- 明和證券
- めぶき証券

## ヤ行
- 八幡証券 → 藍澤證券
- 山形證券
- 山源証券 → NIS証券 → ヤマゲン証券
- 山二証券
- 山和証券
- 豊証券
- 豊商事 → 豊トラスティ証券
- 豊トラスティ証券（東証スタンダード・8747）
- ユナイテッドワールド証券→エイト証券
- ユニコムグループホールディングス（JASDAQ・8744）
  - アイディーオー証券 → ライブスター証券 → SBIネオトレード証券（#ア行）
  - 日産証券
- UBS証券

## ラ行
- ライブスター証券 → SBIネオトレード証券（#ア行）
- LINE証券
- 楽天証券
- リーディング証券
- リテラ・クレア証券
- レクセム証券
- 六二証券 → 岡三ホールディングス（#ア行）
- 六和証券 → 西村証券（事業譲渡）

## ワ行
- ワイエム証券
- ワンアジア証券